# العلاقات البوروندية الموريتانية
العلاقات البوروندية الموريتانية هي العلاقات الثنائية التي تجمع بين بوروندي وموريتانيا.

## مقارنة بين البلدين
هذه مقارنة عامة ومرجعية للدولتين:
| وجه المقارنة                                              | بوروندي                                    | موريتانيا                 |
| --------------------------------------------------------- | ------------------------------------------ | ------------------------- |
| المساحة (كم2)                                             | 27.83 ألف                                  | 1.03 مليون                |
| عدد السكان (نسمة)                                         | 10.86 مليون                                | 4.42 مليون                |
| الكثافة السكانية (ن./كم²)                                 | 390.23                                     | 4.29                      |
| العاصمة                                                   | بوجومبورا، جيتيغا                          | نواكشوط                   |
| اللغة الرسمية                                             | اللغة الكيروندية، لغة فرنسية، لغة إنجليزية | اللغة العربية، لغة فرنسية |
| العملة                                                    | فرنك بوروندي                               | أوقية موريتانية، أوقية ‏   |
| الناتج المحلي الإجمالي (بليون دولار)                      | 3.48 مليار                                 | 5.02 مليار                |
| الناتج المحلي الإجمالي (تعادل القوة الشرائية) بليون دولار | 8.13 مليار                                 |                           |
| الناتج المحلي الإجمالي الاسمي للفرد دولار أمريكي          | 277                                        |                           |
| الناتج المحلي الإجمالي للفرد دولار أمريكي                 | 77                                         | 3.91 ألف                  |
| مؤشر التنمية البشرية                                      | 0.400                                      | 0.506                     |
| رمز المكالمات الدولي                                      | +257                                       | +222                      |
| رمز الإنترنت                                              | .bi                                        | .mr                       |
| المنطقة الزمنية                                           | ت ع م+02:00                                | 00                        |

## منظمات دولية مشتركة
يشترك البلدان في عضوية مجموعة من المنظمات الدولية، منها:
| علم المنظمة | اسم المنظمة                                 | تاريخ انضمام بوروندي | تاريخ انضمام موريتانيا |
| ----------- | ------------------------------------------- | -------------------- | ---------------------- |
|             | وكالة ضمان الاستثمار متعدد الأطراف          | 10 مارس 1998         | 8 سبتمبر 1992          |
|             | الأمم المتحدة                               | 18 سبتمبر 1962       | 27 أكتوبر 1961         |
|             | منظمة حظر الأسلحة الكيميائية                | ?                    | ?                      |
|             | منظمة التجارة العالمية                      | 23 يوليو 1995        | 31 مايو 1995           |
|             | منظمة الشرطة الجنائية الدولية               | ?                    | ?                      |
|             | الاتحاد الأفريقي                            | 25 مايو 1963         | 25 مايو 1963           |
|             | البنك الإفريقي للتنمية                      | ?                    | ?                      |
|             | مؤسسة التنمية الدولية                       | 28 سبتمبر 1963       | 10 سبتمبر 1963         |
|             | يونسكو                                      | 16 نوفمبر 1962       | 10 يناير 1962          |
|             | مجموعة دول أفريقيا والكاريبي والمحيط الهادئ | ?                    | ?                      |
|             | الاتحاد البريدي العالمي                     | ?                    | ?                      |
|             | البنك الدولي للإنشاء والتعمير               | 28 سبتمبر 1963       | 10 سبتمبر 1963         |
|             | أفريستات ‏                                   | 2006                 | 1998                   |
|             | الاتحاد الدولي للاتصالات                    | 16 فبراير 1963       | 18 أبريل 1962          |
|             | مؤسسة التمويل الدولية                       | 28 نوفمبر 1979       | 29 ديسمبر 1967         |
|             | المركز الدولي لتسوية المنازعات الاستشارية   | 5 ديسمبر 1969        | 14 أكتوبر 1966         |